# Simone Niggli-Luder
Pour les articles homonymes, voir Niggli et Luder.
Simone Niggli-Luder, née le 9 janvier 1978 à Berthoud est une athlète suisse spécialiste de la course d'orientation. Elle possède le plus beau palmarès de l'histoire de son sport avec notamment 23 titres de championne du monde. elle remporte dix titres de championne d'Europe.
Simone Niggli-Luder a pris sa retraite sportive à la fin de l'année 2013.

## Biographie
Outre la course d'orientation, la Suissesse réalise des études de biologie. 
Depuis la fin de sa carrière elle est engagée auprès de différentes organisations : Biovision, une fondation pour le développement écologique et ambassadrice pour l’organisme d’aide au développement Right to Play . 

## Palmarès

### Jeux mondiaux
| Épreuve / Édition | Duisbourg 2005 |
| Moyenne distance  | Or             |
| Relais            | Or             |

### Championnats du monde
| Épreuve / Édition | Tampere 2001 | Rapperswil-Jona 2003 | Västerås 2004 | Aichi 2005 | Aarhus 2006 | Kiev 2007 | Miskolc 2009 | Trondheim 2010 | Lausanne 2012 | Vuokatti 2013 |
| Sprint            | Bronze       | Or                   | Or            | Or         | Argent      | Or        | Bronze       | Or             | Or            | Or            |
| Moyenne distance  | 4e           | Or                   | 6e            | Or         | Or          | Or        | Bronze       | Argent         | 5e            | Or            |
| Longue distance   | Or           | Or                   | 4e            | Or         | Or          | Bronze    | Or           | Or             | Or            | Or            |
| Relais            | 4e           | Or                   | 4e            | Or         | Bronze      | 4e        | 4e           | 4e             | Or            | Bronze        |

### Championnats d'Europe
| Épreuve / Édition | Truskavets 2000 | Sümeg 2002 | Roskilde 2004 | Otepää 2006 | Primorsko 2010 | Falun 2012 |
| Classique         | -               | Or         | -             | -           | -              | -          |
| Sprint            | Argent          | 10e        | Or            | Or          | Argent         | Or         |
| Moyenne distance  | -               | 7e         | 5e            | -           | Or             | Or         |
| Longue distance   | -               | -          | Or            | Or          | Or             | Or         |
| Relais            | 4e              | Argent     | 7e            | Argent      | Bronze         | 7e         |

### Course d'orientation
Le 27 juillet 2018, Simone Niggli remporte les O-Ringen Höga Kusten (Suède) dans la catégorie D21 élite à l'issue des cinq étapes.